# Marie Marvingt
Marie Marvingt (✰ Aurillac, 20 de fevereiro de 1875;  ✝ Laxou, 14 de dezembro de 1963) foi uma desportista, alpinista, aviadora e jornalista francêsa, pioneira da aviação.

## Histórico

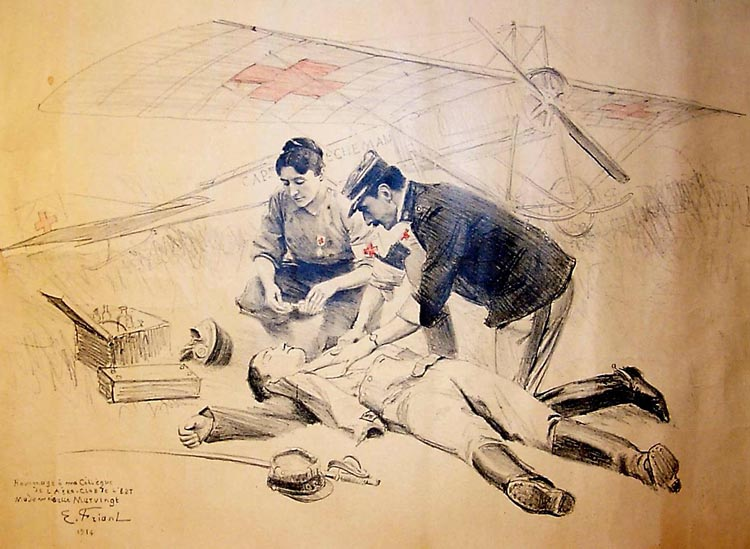
Desenho de Émile Friant de Marie Marvingt e a sua ambulância aérea, 1914.

Marie Marvingt ganhou vários prêmios por suas realizações nos esportes incluindo: natação, ciclismo, alpinismo, esportes de inverno, balonismo, aviação, equitação, ginástica, atletismo, tiro e esgrima. Ela foi a primeira mulher a subir muitos picos dos Alpes franceses e suíços. Ela também quebrou muitos recordes no balonismo, foi uma pioneira da aviação e durante a Primeira Guerra Mundial tornou-se a primeira mulher a voar em missões de combate como piloto de avião bombardeiro.
Ela também era uma enfermeira cirúrgica qualificada, tornando-se mais tarde a primeira enfermeira cirúrgica treinada e qualificada como piloto do Mundo, e trabalhou para a criação de serviços de transporte aeromédico ao redor do Mundo.
De acordo com uma fonte francesa, foi M. de Château-Thierry de Beaumanoir quem em 1903 atribuiu à Marie Marvingt o título de "La fiancée du danger" ("a noiva do perigo"). Ela usou esse epíteto na sua autobiografia publicada em 1948. Ele também foi incluído na placa comemorativa na frente da casa onde ela viveu, a número 8 da Place de la Carrière, em Nancy. Outros títulos atribuídos a ela foram: "La reine de l'air" e "Marie casse-cou".